# 지적법
지적법은 일제강점기 존속했던 토지조사와 관련된 법이 해방 이후 효력을 잃자 1950년 12월 1일 대한민국 제헌 국회에서 제정되어 59년간 존속하다가  2009년 6월 9일 측량법, 수로업무법와 통합되며 측량·수로조사 및 지적에 관한 법률, 2011년 이후 개정되어 법률명이 바뀐 공간정보의 구축 및 관리 등에 관한 법률에 계승되며 폐지된 법률이다.

## 목적
토지에 관련된 정보를 조사·측량하여 지적공부에 등록·관리하고, 등록된 정보의 제공에 관한 사항을 규정함으로써 효율적인 토지관리와 소유권의 보호에 이바지함을 목적으로 하는 법률이다. 이 법의 규정에 따라 대한지적공사가 운영되고 다양한 현대 토지측량의 계기를 마련했다는 의의를 지닌다. 통상적으로는 국토의 효율적 관리, 토지소유권 보호를 본격적인 법 제정 목적으로 본다.

## 연혁
- 1950년 12월 1일 : 지적법 제정, 지적공부 규정 및 미등록 토지의 규정 신설
- 1961년 12월 8일 : 지적법 제 1차 개정, 지적공부 비치기관 개정 및 토지세 명문화
- 1975년 12월 31일 : 지적법 제 2차 개정, 토지대장의 서식을 카드식으로 개정 및 지적법 주요 내용 개정
- 1986년 5월 8일 : 지적법 제 3차 개정, 면적 단위 변경 및 열람 불가 대장 규정
- 1990년 12월 31일 : 지적법 제 4차 개정, 지적공부 전산등록 관련 규정, 열람 및 등본 교부 기준 완화
- 1991년 11월 30일 : 지적법 제 5차 개정, 지목 명칭 변경 및 지적전산파일 관련 규정 변경
- 1991년 12월 14일 : 지적법 제 6차 개정, 지목 합병 규제 강화
- 1995년 1월 5일 : 지적법 제 7차 개정, 쉬운 용어로의 변경 및 현실에 맞는 벌칙 조정
- 1997년 12월 13일 : 지적법 제 8차 개정, 부처 명칭 및 광역시 도입에 따른 일부 단어 정비
- 1999년 1월 18일 : 지적법 제 9차 개정, 토지이동 신청기간 연장, 지적재작성 등 변경에 대한 승인권 시,도지사로 이양
- 2001년 1월 26일 : 지적법 제 10차 개정(대개정), 정보화시대에 맞게끔 새로이 규정 및 시한이 지나 현재와 맞지 않는 명칭 및 부서명 개정
- 2002년 2월 4일 : 지적법 제 11차 개정, 토지수용법 명칭 변경에 따른 반영
- 2003년 5월 29일 : 지적법 제 12차 개정, 주택건설촉진법을 주택법으로 개정
- 2003년 12월 31일 : 지적법 제 13차 개정, 지적측량업무 관련 개정
- 2005년 3월 31일 : 지적법 제 14차 개정, 파산자를 파산선고를 받은 자로 개정
- 2006년 9월 22일 : 지적법 제 15차 개정, 파산한 자도 지적측량업을 할 수 있도록 개정
- 2006년 10월 4일 : 지적법 제 16차 개정, 기존 주소체계를 도로명 기준으로 변경 반영
- 2007년 5월 17일 : 지적법 제 17차 개정, 호적, 제적을 가족관계기록사항에 관한 증명서로 개정
- 2008년 2월 29일 : 지적법 제 18차 개정, 소관이 행정자치부에서 국토해양부로 변경
- 2009년 6월 9일 : 국토해양부 발족에 따른 지적법과 측량법, 수로업무법 통합에 의해 측량·수로조사 및 지적에 관한 법률 제정, 지적법 폐지
- 2009년 12월 10일 : 지적법 폐지 유예기간 만료에 따른 지적법 효력 상실

## 같이 보기
- 지번 (토지)
- 공간정보의 구축 및 관리 등에 관한 법률
- 한국국토정보공사
- 부동산등기법
- 국토교통부